# Adolph Kiefer
Adolph Gustav Kiefer (* 27. Juni 1918 in Chicago, Illinois; † 5. Mai 2017 in Wadsworth, Lake County, Illinois) war ein US-amerikanischer Schwimmer.

## Leben
Der Sohn deutscher Auswanderer wurde bei den Olympischen Spielen 1936 in Berlin als 18-Jähriger Olympiasieger über 100 m Rücken. In seiner Sportkarriere von 1935 bis 1944 erzielte er 17 Weltrekorde über verschiedene Strecken.
Während des Zweiten Weltkrieges war er in die Ausbildung der Soldaten der US Navy eingebunden und schrieb ein Lehrbuch über das Schwimmen. Nach dem Zweiten Weltkrieg gründete er ein Unternehmen, das Schwimmartikel und Schwimmbadzubehör herstellt. Im Jahr 1965 wurde er in die Ruhmeshalle des internationalen Schwimmsports aufgenommen. Nach dem Tod des Wasserball-Olympiasiegers Sándor Tarics am 21. Mai 2016 war Kiefer der letzte noch lebende Olympiasieger der Olympischen Spiele von 1936. Kiefer war 75 Jahre lang mit seiner Frau Joyce verheiratet, die 2015 starb. Er lebte in Wadsworth, Illinois, und war zuletzt als Berater von zwei Firmen tätig.